# Törnsfall
Törnsfall este o arie protejată (arie specială de conservare — SAC, sit de importanță comunitară — SCI) din Suedia întinsă pe o suprafață de 37,3 ha, integral pe uscat.

## Localizare
Centrul sitului Törnsfall este situat la coordonatele 57°48′15″N 16°28′57″E / 57.8042°N 16.4825°E.

## Înființare
Situl Törnsfall a fost declarat sit de importanță comunitară în ianuarie 2002 pentru a proteja un număr necunoscut de specii din flora spontană și fauna sălbatică aflate în arealul zonei. Situl a fost protejat și ca arie specială de conservare în martie 2011.

## Biodiversitate
Situată în ecoregiunea boreală, aria protejată conține 1 habitat natural: Taiga vestică.
La baza desemnării sitului se află un număr nedeclarat de specii protejate.